# John Swedenmark
John Lennart Swedenmark, född 25 februari 1960 i Sundsvall, är en svensk essäist, översättare och redaktör. 
John Swedenmark var 2007–2014 kulturredaktör på tidningen Arbetet (f.d. LO-tidningen) och utsågs 2014 till Årets redaktör av Svenska journalistförbundet. Han har skrivit ett stort antal artiklar och essäer inom områden som översättningsteori, litteraturkritik och psykoanalys i kulturtidskrifter och dagstidningar. Han ingår även i redaktionen för tidskrifterna Divan och Karavan. Han har gett ut ett urval av sina artiklar i bokform i Kritikmaskinen och andra texter (Ruin, 2009) och Baklängesöversättning och andra texter (Ariel, 2011). Under fem år, mellan 2014 och 2018, var han sekreterare i översättarsektionen inom Sveriges författarförbund. 
Som översättare har han främst översatt skönlitteratur från isländska, bland annat Einar Kárason, Jón Kalman Stefánsson, Gyrðir Elíasson och Sjón, men står även för översättningen av verspartierna i den nyöversättning av J. R. R. Tolkiens Hobbiten eller Bort och hem igen som utkom 2007 (översättare av prosatexten var Erik Andersson). 
John Swedenmark är bror till Eva Swedenmark och Peter Swedenmark. 

## Priser och utmärkelser
- 2014 – Sorescupriset[2]
- 2018 – Riddare av Isländska falkorden[3]
- 2019 – Sigtunastiftelsens författarstipendium
- 2019 – Natur & Kulturs särskilda stipendium[4]
- 2019 – Svenska Akademiens översättarpris[5]
- 2020 – Kulturhuset Stadsteaterns internationella litteraturpris[6]
- 2021 – Letterstedtska föreningens nordiska översättarpris[7]